# Newton-le-Willows
Newton-le-Willows est une ville d'Angleterre située dans le district métropolitain de Saint Helens, dans l'est du Merseyside.
Jadis partie du Lancashire, elle se trouve à mi-distance de Liverpool et Manchester, à une trentaine de km de chacune. La ville historique est limitrophe de Warrington et 9 km au sud de Wigan.
Au recensement de 2001, elle avait une population de 21 476 personnes et à celui de 2011 de 22 114 (estimation pour 2017 : 23 822).

## Histoire
Le nom « Newton » signifie « nouvelle ville » et « Makerfield » est un ancien nom du district, issu d'un mot pré-anglais signifiant « mur » et de l'anglais field. Newton est mentionné dans le Domesday Book en 1086. « In Makerfield » a été ajouté pour la distinguer des autres Newtons : le mot est écrit « Makeresfeld » en 1205 et 1351, « Makefeld » en 1206, « Makerefeld » en 1213 et « Makerfield » depuis 1242.
Avant la conquête normande, Newton était la capitale d'un hundred. Son seigneur était Édouard le Confesseur à sa mort en 1066. Le hundred de Newton a ensuite été combiné à ceux de Warrington et Derby pour former le hundred de West Derby,.
Newton est resté un village agricole, disposant néanmoins du statut de borough, jusqu'à l'arrivée du chemin de fer en 1830. Il y avait quelques industries : un répertoire de 1825 mentionne cinq filatures de coton. Le chemin de fer a fait du village la première « ville du rail » au monde, même si d'autres sont rapidement devenues plus importantes, comme Crewe, Derby et Swindon. La ville est aussi devenue une importante zone minière, grâce à la proximité du bassin houiller du Lancashire.

### Chemins de fer

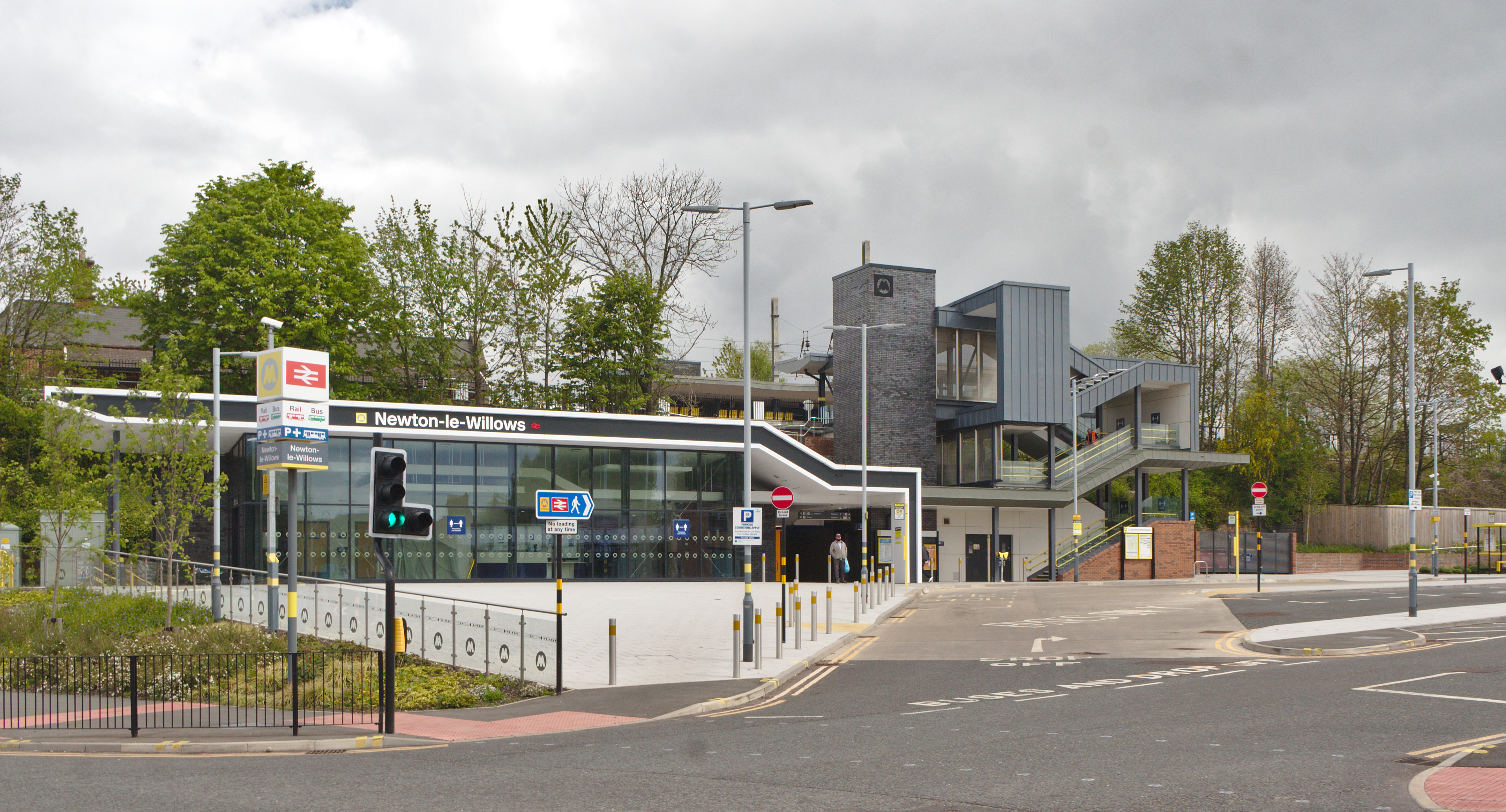
La en 2021.

Depuis le XIXe siècle, Newton-le-Willows est étroitement associée à l'histoire des chemins de fer. C'est là qu'a été fondé en 1832 Vulcan Foundry, devenu un très important fabricant de locomotives. Vulcan village, la banlieue la plus au sud de Newton-le-Willows, créée pour loger les employés de l'usine, est aujourd'hui une zone protégée.
La partie ouest de la ville, Earlestown (en), s'est aussi développée grâce au chemin de fer. Earlestown était aussi un village de travailleur, mais pour Viaduct Foundry, devenu plus tard le principal fournisseur de wagons pour London and North Western Railway. À partir de l'époque victorienne, Earlestown est la partie de la ville qui s'est développée la plus vite, ce qui fait qu'elle en représente actuellement le centre. Entre Earlestown et Vulcan village se trouve le faubourg de Wargrave, surtout résidentiel.

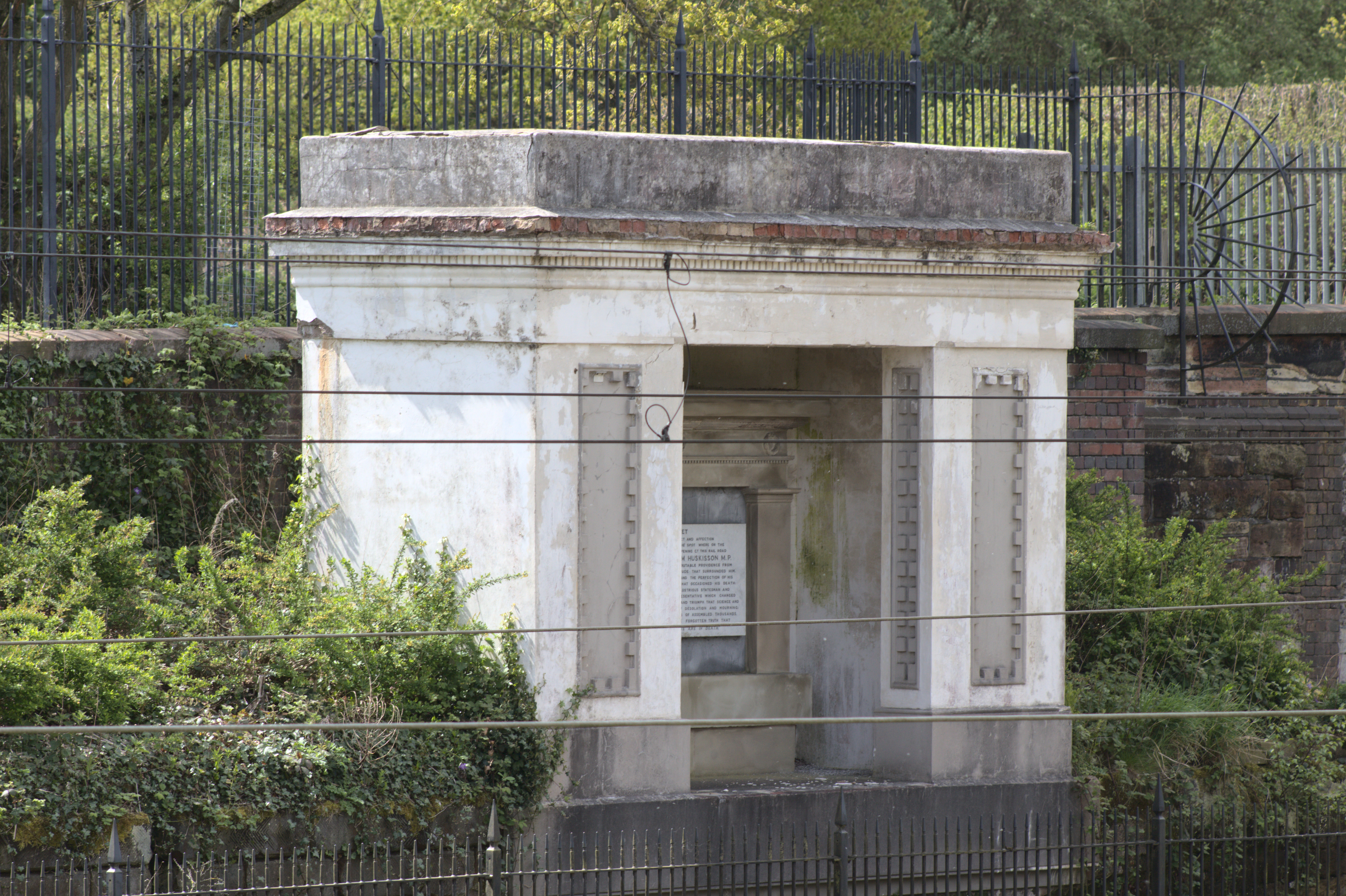
Le monument à William Huskisson le long de la ligne Liverpool-Manchester.

William Huskisson, représentant de Liverpool au parlement britannique et ardent défenseur des débuts du chemin de fer, a été fauché par la Rocket de Stephenson à Parkside, près de Newton-le-Willows, le 15 septembre 1830, jour de l'inauguration du Liverpool and Manchester Railway. Un monument à sa mémoire a été élevé en 1913 le long de la voie, sur les lieux de l'accident. Un pont moderne en centre-ville porte aussi le nom d'Huskisson.
Newton-le-Willows possède deux gares historiques : celle de Newton-le-Willows (en) dans la vieille ville, ouverte en 1845, et celle d'Earlestown (en), ouverte en 1830. Il s'agit de deux des plus anciennes gares existantes. Earlestown était une importante gare de correspondance, où la ligne Liverpool-Manchester a été rejointe en 1837 vers la ligne en direction de Birmingham au sud. La ville possédait trois autres gares, une à Parkside, site de l'accident d'Huskisson, une à Vulcan village et une près de l'ancien champ de course, fermée en 1899, à l'ouverture du champ de courses d'Haydock Park (en).
Deux autres constructions témoignent de l'histoire des chemins de fer à Newton-le-Willows : le viaduc de Newton et le viaduc de Sankey (en), surnommé Nine Arches (neuf arches), qui franchit le canal de Sankey depuis 1830 (monument classé de Grade I).

### Autres industries
La ville possédait d'autres industries : imprimerie (McCorquodale & Co Ltd, fondée par George McCorquodale (en) en 1846, imprimait des affiches, horaires et tickets pour le chemin de fer), sucrerie, chimie, verrerie, biscuiterie et charbonnage. La mine de Parkside, ouverte au début des années 1960 pour un siècle d'exploitation a fermé en 1993. Cette fermeture a marqué la fin des charbonnages dans le Lancashire et les manifestations qui l'ont accompagnée ont fait les gros titres de la presse britannique.
Aujourd'hui la ville abrite le siège social de Nicholls Foods, le fabricant des boissons gazeuses Vimto.

## Transports

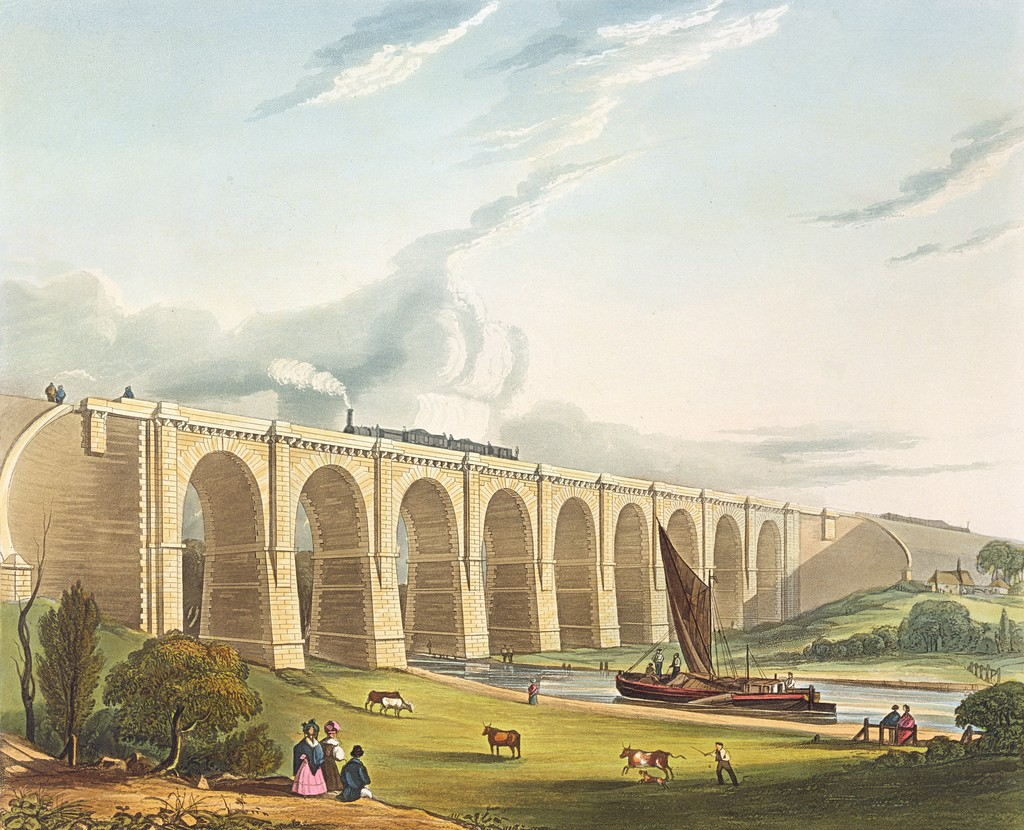
Le en 1831, aquatinte d'Henry Pyall d'après Thomas Talbot Bury.

Newton-le-Willows est proche des autoroutes M6 et M62 et de l'A580. Cela lui a permis de devenir une ville résidentielle, maintenant qu'elle a perdu l'essentiel de son industrie. Beaucoup de nouveaux ensembles ont été construits dans ses faubourgs.
Le premier canal fonctionnel d'Angleterre, le canal de Sankey, traverse la ville. Il est franchi par la ligne Liverpool-Manchester sur le viaduc de Sankey (en).

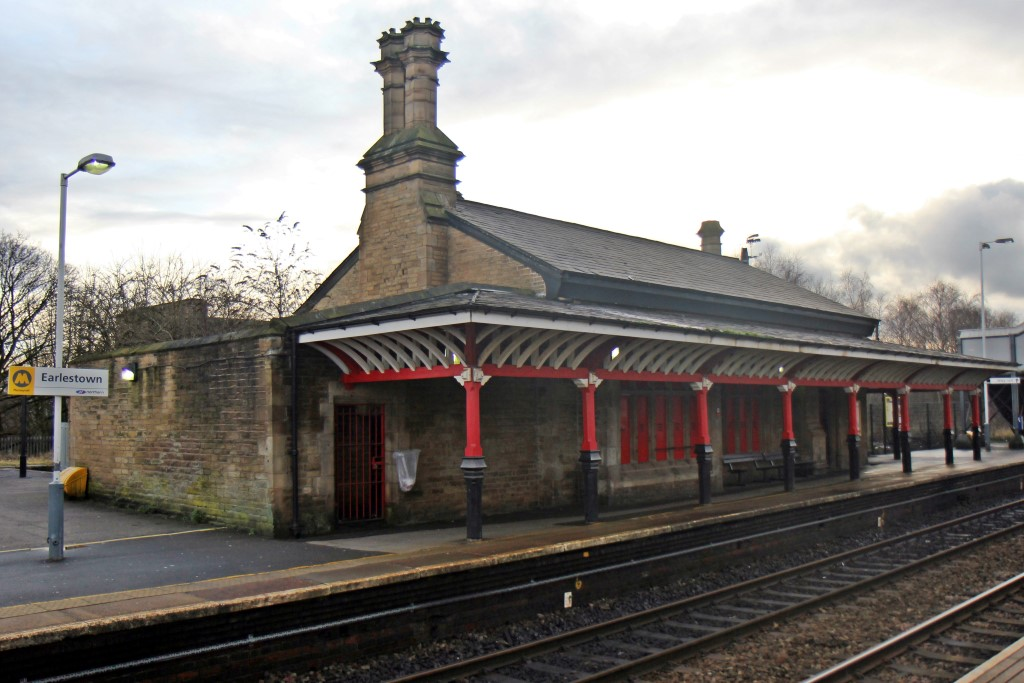
L'ancienne salle d'attente de la.

La gare de Newton-le-Willows (en) et celle d'Earlestown (en) sont régulièrement reliées à Liverpool et Manchester, St Helens, Warrington, Chester, le West Yorkshire et Llandudno sur la côte nord du Pays de Galles. La gare d'Earlestown est proportionnellement très grande, avec 5 quais. Le long du quai 2 se trouve l'ancienne salle d'attente, construite vers 1835 et considérée comme un des plus anciens bâtiments ferroviaires existant.
Newton-le-Willows possède aussi une petite gare routière sur Tamworth Street. Des lignes d'autobus desservent les environs, ainsi que Burtonwood, Haydock, Ashton-in-Makerfield, Lowton (en), Garswood et les villes de  Warrington, St. Helens, Wigan et Leigh.

## Religion
Jadis partie de l'ancienne paroisse de Winwick, la ville est aujourd'hui divisée en quatre paroisses de l'Église d'Angleterre : St Peter pour Newton, St John pour Earlestown, Emmanuel pour Wargrave et All Saints pour le nord de la ville.
Comme plusieurs villes du Lancashire, Newton a une importante population catholique ; il existe trois églises catholiques, St Patrick's à Earlestown, St Mary and St John à Newton et St David à Wargrave.
D'autres dénominations sont représentées, avec une église méthodiste et une église baptiste dans le centre.
Le premier centre communautaire musulman a été ouvert en 2013 près de la gare d'Earlestown (en).

## Personnalités liées à la commune
- Rick Astley (1966- ), chanteur et auteur-compositeur-interprète y est né